# Amatenango de la Frontera
Amatenango de la Frontera é um município do estado do Chiapas, no México. A população do município calculada no censo 2005 era de 25.346 habitantes.